# Flop (album)
Flop è il sesto album in studio del rapper italiano Salmo, pubblicato il 1º ottobre 2021 dalla Machete Empire Records e Columbia Records.
L'album è stato posizionato al quinto posto della classifica dei 20 migliori dischi italiani dell'anno stilata dalla rivista Rolling Stone Italia.

## Antefatti
Il disco è stato scritto durante la quarantena forzata causata dalla pandemia di COVID-19, a marzo 2020: la prima traccia scritta è stata A Dio. In quel periodo, il rapper si sentiva «destabilizzato», aggiungendo di essere «sprofondato in un buco nero e non mi vergogno a dire che ho dovuto fare un ciclo di psicofarmaci per riprendermi».
Salmo ha menzionato per la prima volta il disco il 20 luglio 2021, in occasione di un'intervista concessa a Radio 105, dove affermò di essere nelle fasi conclusive di lavorazione. La data di pubblicazione dell'album è stata annunciata dal rapper tramite un post su Instagram diffuso il 17 settembre.
Assieme alla data di pubblicazione, è stata rivelata anche la copertina del disco: un primo piano di Salmo ritratto come se fosse il Lucifero nudo di Alexandre Cabanel nel dipinto L'angelo caduto.

## Descrizione

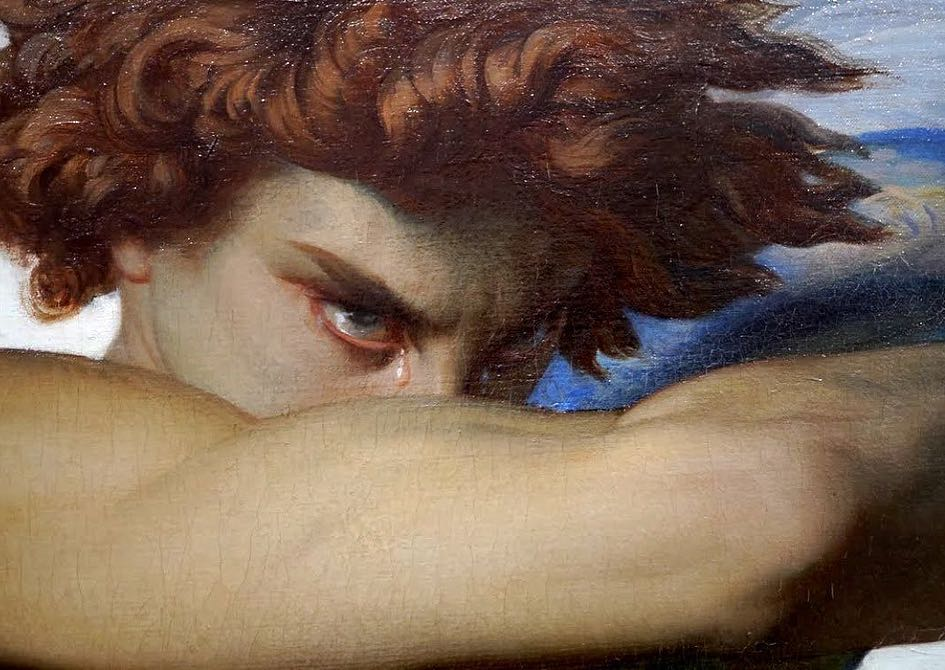
Un particolare de L'angelo caduto di Alexandre Cabanel: il dipinto è stato preso come riferimento per la creazione della copertina del disco

Flop ha visto la partecipazione vocale di Noyz Narcos, Marracash, Gué Pequeno e Shari; la traccia Vivo è un monologo dell'attore Josafat Vagni, basato sul tema del fallimento.

## Promozione
Il 26 settembre 2021 il rapper ha suonato in anteprima il brano Che ne so, ottava traccia del disco, durante un DJ set a Polignano a Mare. Il 30 settembre è comparso un manichino del rapper investito da una Cadillac alla stazione di Milano Centrale, causando l'indignazione da parte dell'associazione delle vittime della strada. Sempre nella città ambrosiana sono stati affissi dei cartelloni pubblicitari in Piazza San Babila, Via Monte Napoleone e Piazza Cavour.
Il 10 novembre 2021 è stato reso disponibile il video di Aldo Ritmo, diretto da Andrea Folino, mentre il 1º gennaio 2022 è uscito il secondo singolo L'angelo caduto, che ha visto la partecipazione di Shari.

## Accoglienza
| Recensione      | Giudizio |
| --------------- | -------- |
| La casa del rap | 8/10     |
| Ondarock        | 6/10     |
| Rockit          | Positivo |
| Rockol          | 7,5/10   |

Il disco è stato accolto in maniera positiva dalla critica specializzata.
Vittorio Comand di Rockit ha definito Flop come «il [disco] più completo della carriera del rapper sardo», opinione condivisa anche da Claudio Cabona di Rockol, che loda la capacità di Salmo di spaziare in diversi generi.
Antonio Silvestri di Ondarock assegna al disco un voto di sei su dieci, aggiungendo che «se non è il fallimento ironicamente suggerito dal titolo, non è neanche un trionfo che pure sarebbe nelle potenzialità del rapper sardo»; di altra opinione è Daniela De Pisapia de La casa del rap, che considera Flop «complessivamente un ottimo lavoro».

## Tracce
1. Antipatico – 1:57 (musica: Maurizio Pisciottu, Andrea Moroni, Riccardo Puddu)
2. Mi sento bene – 3:03 (testo: Maurizio Pisciottu, Riccardo Puddu – musica: Andrea Moroni)
3. Criminale – 2:38 (musica: Maurizio Pisciottu, Marco Azara)
4. Ghigliottina (feat. Noyz Narcos) – 3:06 (testo: Maurizio Pisciottu, Emanuele Frasca – musica: Lorenzo Paolo Spinosa, Luciano Fenudi)
5. In trappola – 1:52 (musica: Maurizio Pisciottu, Andrea Moroni, Riccardo Puddu)
6. La chiave (feat. Marracash) – 1:59 (testo: Maurizio Pisciottu, Fabio Rizzo – musica: Andrea Moroni, Riccardo Puddu)
7. Kumite – 2:50 (musica: Alessandro Merli, Fabio Clemente, Marco Azara)
8. Che ne so – 2:17 (testo: Maurizio Pisciottu, Riccardo Puddu – musica: Riccardo Puddu, Luciano Fenudi, Maurizio Pisciottu)
9. YHWH (feat. Gué Pequeno) – 3:11 (testo: Maurizio Pisciottu, Cosimo Fini – musica: Simone Benussi, Riccardo Puddu)
10. Hellvisback 2 – 2:38 (testo: Maurizio Pisciottu, Silvano Albanese, Riccardo Puddu – musica: Maurizio Pisciottu, Riccardo Puddu)
11. A Dio – 2:54 (musica: Maurizio Pisciottu, Alex Britti, Davide Pavanello)
12. Fuori di testa (feat. Par-T-One) – 3:05 (musica: Luciano Fenudi, Maurizio Pisciottu)
13. Marla – 3:35 (testo: Riccardo Puddu, Maurizio Pisciottu – musica: Riccardo Puddu, Luciano Fenudi)
14. L'angelo caduto (feat. Shari) – 3:24 (testo: Shari Noioso, Maurizio Pisciottu – musica: Luciano Fenudi, Francesco Landi, Shari Noioso)
15. Vivo – 1:58 (testo: Josafat Vagni – musica: Riccardo Puddu)
16. Flop! – 3:01 (testo: Maurizio Pisciottu, Riccardo Puddu – musica: Marco Azara, Maurizio Pisciottu, Luciano Fenudi, Riccardo Puddu)
17. Aldo ritmo – 2:40

## Formazione
Musicisti
- Salmo – voce (eccetto traccia 15)
- Riccardo Puddu – pianoforte e chitarra (tracce 1, 5, 6, 9, 10, 13, 15 e 16)
- Noyz Narcos – voce aggiuntiva (traccia 4)
- Marracash – voce aggiuntiva (traccia 6)
- Gué Pequeno – voce aggiuntiva (traccia 9)
- Alex Britti – chitarra (traccia 11)
- Par-T-One – voce aggiuntiva (traccia 12)
- Shari – voce aggiuntiva (traccia 14)
- Josafat Vagni – voce (traccia 15)

Produzione
- Andry the Hitmaker – produzione (tracce 1, 2, 5, 6)
- Salmo – produzione (tracce 3, 10-12, 16 e 17)
- Low Kidd – produzione (traccia 4)
- Luciennn – produzione (tracce 4, 8, 12-14, 16)
- Takagi & Ketra – produzione (traccia 7)
- Verano – produzione (tracce 8 e 13)
- Mace – produzione (traccia 9)
- Andrea Suriani – missaggio, mastering

## Classifiche

### Classifiche settimanali
| Classifica (2021) | Posizione massima |
| ----------------- | ----------------- |
| Italia            | 1                 |
| Svizzera          | 10                |

### Classifiche di fine anno
| Classifica (2021) | Posizione |
| ----------------- | --------- |
| Italia            | 10        |
| Classifica (2022) | Posizione |
| Italia            | 27        |